# منوچهر کنوس
منوچهر فرمانروای جایی ناشناخته به نام کنوس در پارس بود. او در سده سوم میلادی به دست اردشیر بابکان که بعدها شاهنشاهی ساسانی را پدید آورد، کشته شد.